# Jan Johannes Blanksma
Jan Johannes Blanksma (Pingjum, 24 januari 1875 - Leiden, 22 augustus 1950) was een Nederlands hoogleraar organische en farmaceutische scheikunde. Als zodanig was hij verbonden aan de Universiteit van Leiden.

## Biografie
Blanksma werd geboren in het Friese dorp Pingjum. Hij was een zoon van landbouwer Johannes Blanksma en Tjamkje Buwalda. Als enige van de familie besloot hij geen landbouwer te worden. In de periode 1888 - 1893 volgde hij onderwijs aan de Hogere Burgerschool in Haarlem en in Leeuwarden. In 1894 maakte hij de overstap naar de Universiteit van Amsterdam. In 1900 promoveerde hij aldaar op het proefschrift Bijdrage tot de kennis der organische zwavelverbindingen. Na zijn promotie werkte hij tot 1902 als assistent in een laboratorium in Amsterdam. In de periode erna was hij van 1904 tot en met 1909 privaatdocent aan de Universiteit van Amsterdam. Tot 1914 was hij tevens scheikundige bij het laboratorium van het Departement van Financiën. Tevens in Amsterdam.
In 1914 volgde zijn benoeming tot hoogleraar organische en farmaceutische scheikunde aan de Universiteit Leiden. Hij oreerde met de rede synthese van organische natuurproductie. Zijn onderzoek richtte zich vooral op de snelheid van organisch-chemische reacties. In tegenstelling tot zijn collega's bond hij zich niet aan de industrie maar richtte hij zich in de hoofdzaak op het onderwijs. Hij was bang dat zijn tijd dan meer naar de industrie zou gaan en minder naar het onderwijs. In het collegejaar 1931-1932 was hij rector magnificus. In 1932 sprak hij de diesrede De invloed der organische scheikunde op de menschelijke samenleving uit.
Op 17 september 1945 ging hij met emeritaat. Uiteindelijk kwam hij op 22 augustus 1950 op vijfenzeventigjarige leeftijd te overlijden in Leiden.